# Christisonia subacaulis
Christisonia subacaulis là loài thực vật có hoa thuộc họ Cỏ chổi. Loài này được (Benth.) Gardner mô tả khoa học đầu tiên năm 1847.